# Liste der Bodendenkmäler in Konradsreuth
Auf dieser Seite sind die Bodendenkmäler in der oberfränkischen Gemeinde Konradsreuth zusammengestellt. Diese Tabelle ist eine Teilliste der Liste der Bodendenkmäler in Bayern. Grundlage ist die Bayerische Denkmalliste, die auf Basis des Bayerischen Denkmalschutzgesetzes vom 1. Oktober 1973 erstmals erstellt wurde und seither durch das Bayerische Landesamt für Denkmalpflege geführt wird. Die folgenden Angaben ersetzen nicht die rechtsverbindliche Auskunft der Denkmalschutzbehörde.

## Bodendenkmäler in Konradsreuth
| Lage                  | Objekt                                                                                     | Akten-Nr.     | Bild |
| --------------------- | ------------------------------------------------------------------------------------------ | ------------- | ---- |
| (Standort)            | Verebneter Turmhügel des Mittelalters.                                                     | D-4-5736-0012 |      |
| (Standort)            | Vorgängerbauten sowie Befunde des Mittelalters und der frühen Neuzeit                      | D-4-5736-0077 |      |
| (Standort)            | Waschhügelfeld frühneuzeitlicher Goldgewinnung.                                            | D-4-5736-0114 |      |
| (Standort)            | Gartenanlage des 18. Jhs. mit Teich, darin vermutlich Reste einer mittelalterlichen Anlage | D-4-5737-0001 |      |
| (Standort)            | Siedlung des Neolithikums.                                                                 | D-4-5737-0031 |      |
| (Standort)            | Siedlung vor- und frühgeschichtlicher Zeitstellung.                                        | D-4-5737-0034 |      |
| (Standort)            | Archäologische Befunde im Bereich des Schlosses von Konradsreuth                           | D-4-5737-0044 |      |
| (Standort)            | Vorgängerbauten sowie Befunde des Mittelalters und der frühen Neuzeit                      | D-4-5737-0051 |      |
| (Standort)            | Siedlung vor- und frühgeschichtlicher Zeitstellung.                                        | D-4-5737-0059 |      |
| (Standort)            | Siedlung vor- und frühgeschichtlicher Zeitstellung.                                        | D-4-5737-0062 |      |
| (Standort)            | Siedlung vor- und frühgeschichtlicher Zeitstellung.                                        | D-4-5737-0063 |      |
| Silberbach (Standort) | Wüstung des Mittelalters und der frühen Neuzeit.                                           | D-4-5737-0095 |      |
| (Standort)            | Bergbauareal des Mittelalters und der frühen Neuzeit.                                      | D-4-5737-0096 |      |
| (Standort)            | Schürfgrubenfeld auf Goldseifen des Mittelalters und der frühen Neuzeit.                   | D-4-5737-0097 |      |